# Sanfédisme

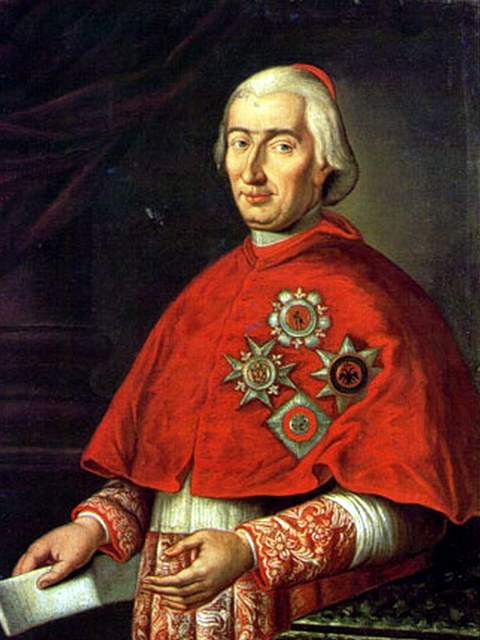
Le Cardinal Fabrizio Ruffo

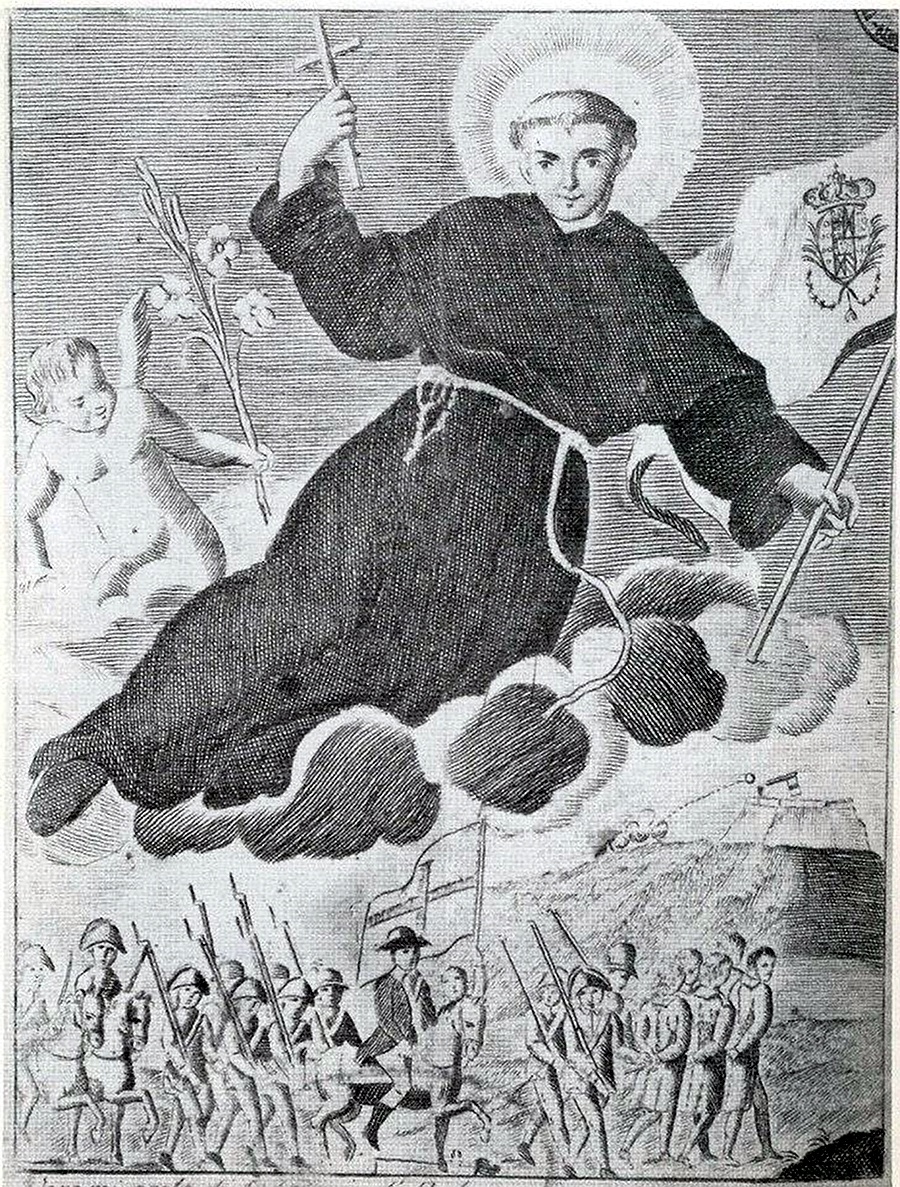
Le Cardinal Fabrizio Ruffo conduisant les Sanfédistes en 1799, protégé par Saint Antoine

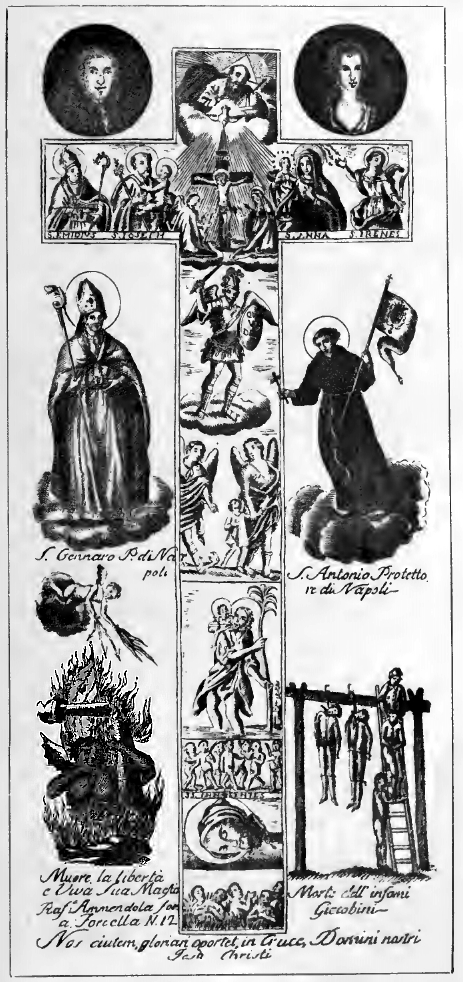
Image religieuse sanfédiste

Le sanfédisme (de l'italien Santa Fede, « Sainte Foi ») est une composante du mouvement populaire anti-républicain organisée à l'initiative du cardinal Fabrizio Dionigi Ruffo, qui, en 1799, mobilise les paysans du royaume de Naples contre la République parthénopéenne, son objectif étant la restauration du royaume Bourbon de Naples sous Ferdinand Ier des Deux-Siciles.
Le nom complet du mouvement est Esercito della Santa Fede in Nostro Signore Gesù Cristo (armée de la Sainte Foi en Notre Seigneur Jésus-Christ) et ses membres sont appelés Sanfedisti.
Le nom s'applique surtout à la période 1799-1814, quand en Italie les monarchies traditionnelles ont été renversées et remplacées par les républiques napoléoniennes soutenues par l'armée révolutionnaire française. 
Il s'agissait de bandes armées, formées en majorité du bas peuple et soutenues par l'Église. Elles se constituèrent dans le sud de l'Italie en 1799, et surtout en Calabre sous la direction du cardinal Ruffo dans des révoltes anti-françaises au secours de la dynastie des Bourbons et de la tradition catholique menacée par les idées révolutionnaires. Les insurrections mirent fin à l'expérience de la République napolitaine.
Les termes sanfedismo et Sanfedisti sont parfois utilisés de façon plus générale pour désigner toute armée paysanne improvisée, à motivation religieuse, qui a vu le jour dans la péninsule italienne pour résister aux républiques nouvellement créées et à l'invasion française.

## La campagne
Fabrizio Dionigi Ruffo recrute les Sanfedisti dans sa Calabre natale. Le manifeste de recrutement de février 1799 est le suivant :

« Braves et courageux Calabrais, unissez-vous maintenant sous l'étendard de la Sainte Croix et de notre souverain bien-aimé. N'attendez pas que l'ennemi vienne contaminer nos quartiers d'origine. Marchons pour l'affronter, pour le repousser, pour le chasser hors de notre royaume et hors d'Italie et pour briser les chaînes barbares de notre saint Pontife. Que la bannière de la Sainte Croix vous assure une victoire totale »

— Fabrizio Dionigi Ruffo
Le 25 janvier 1799, deux jours après la proclamation de la République parthénopéenne, alors que tous deux sont réfugiés à Palerme, Ferdinand Ier des Deux-Siciles (Ferdinand IV de Naples) désigne Ruffo pour être son vicaire général sur le continent italien. Ruffo débarque en Calabre le 7 février 1799 sans argent ni armes et avec seulement huit compagnons, mais avec une bannière aux armes royales d'un côté et une croix de l'autre, portant aussi l'ancien slogan In hoc signo vinces. Il faut un mois à Ruffo pour rassembler une force de 17 000 hommes, en majorité du bas peuple, de paysans mais aussi de bandits et de mercenaires. Parmi ceux-ci figure Fra Diavolo auquel il accorde le titre de colonel.
Le mouvement sanfediste se réclame du roi Ferdinand Ier des Deux-Siciles et, pendant la campagne, Ruffo correspond avec l'agent de Ferdinand, Sir John Acton, pour l'informer des progrès militaires des Sanfédistes et pour formuler les besoins :
« Je supplie le roi [de Naples] d'ordonner qu'au moins un millier d'armes de poing et de nombreuses charges de grenaille de plomb me soient envoyées » (12 février).
« Je pense qu'il serait opportun d'envoyer une frégate avec un mortier contre Crotone et de la détruire absolument » (26 février).
« Catanzaro s'est vraiment rendu, beaucoup de renégats ont été massacrés, d'autres faits prisonniers » (8 mars).
« Cosenza a été prise et saccagée » (19 mars).
Dès la fin avril, les Sanfedisti contrôlent la Calabre et une partie des Pouilles. En juin, ils entament le siège de Naples aidés par les forces navales britanniques sous les ordres de Horatio Nelson, favorables au retour des Bourbons. En remerciement, Ferdinand donne à Nelson le titre de duc de Bronte, que Nelson appose à sa signature pour le reste de sa vie. L'éphémère république de Naples tombe le 13 juin 1799 et est dissoute le 24 juin. Ferdinand IV, reniant son engagement préalable à la capitulation des républicains napolitains, laisse massacrer et fait exécuter nombre de partisans républicains.
La plupart des victoires des Sanfedistes se sont déroulées sur un terrain accidenté, bien adapté au style de guerre employé par Ruffo.
Comme d'autres soulèvements anti-français en Italie, celui des Sanfédistes n'était pas, en règle générale, aimable envers les Juifs, perçus comme des partisans de l'idéologie des Lumières. De plus, l'évêque Giovanni Andrea Serrao (it), chef janséniste du sud de l'Italie et partisan de la République parthénopéenne, est exécuté sommairement le 24 février 1799 par les soldats de la garde de Potenza, les forces de Ruffo approchant de la ville.

## Exactions
Des violences contre la population ont également eu lieu dans d'autres régions du sud de l'Italie et même plus au nord, à la suite de l'irruption des Sanfédistes dans le centre du pays. L'avocat Antonio Galimberti, l'un des plus grands témoins des événements de l'éphémère République romaine (1798), documente que les Sanfédistes ont commis des violences et des pillages à Rome et dans le territoire du Latium.
La dévastation de Senigallia s'est produite en juin 1799, deux ans après le traité de Tolentino et le début des spoliations napoléoniennes, Domenico Bossi l'a décrite dans son Enarazione di quanto accaduto in Sinigaglia nell'invasione dei Turchi e Russi. La communauté juive, complice des spoliations des biens de l'église et de la fermeture de lieux de culte catholique, a été en retour pillée et littéralement privée de tous ses biens, même des vêtements. Beaucoup de Juifs furent assassinés, d'autres blessés. Les survivants ont fui. 

## Le chant des Sanfédistes
Le plus connu des chants de marche des Sanfédistes « Canto dei Sanfedisti » s'inspire ironiquement de la Carmagnole des révolutionnaires français .

## Mémoire du sanfédisme

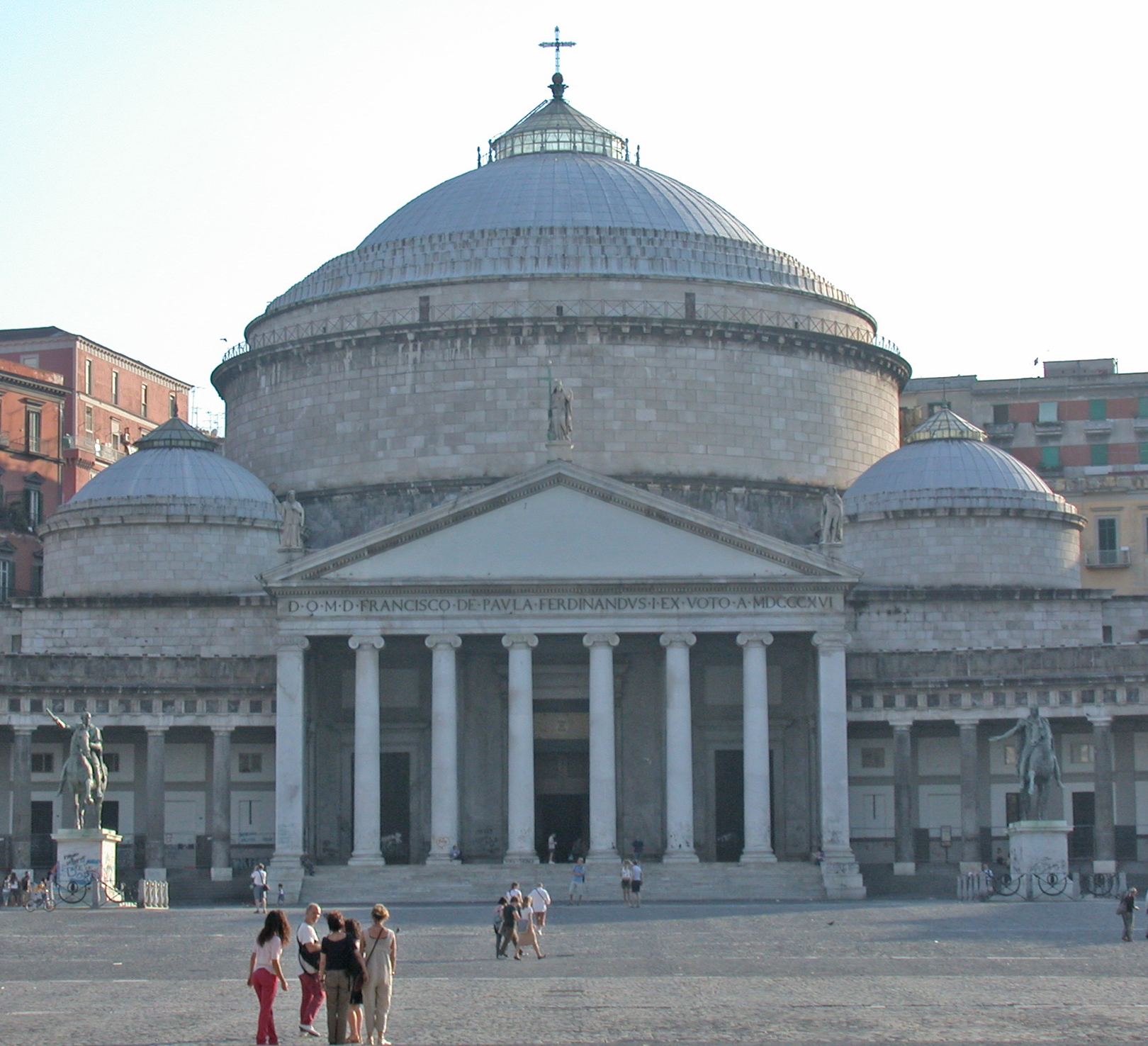
Basilique San Francesco di Paola, Naples, en style néoclassique, achevée en 1816 comme ex voto de Ferdinand Ier des Deux-Siciles pour son retour

Le rôle du cardinal Ruffo dans le mouvement est une source contemporaine de controverse, lui attribuant à la fois cruauté et soif de sang ; les écrits des apologistes qui le défendent n'existent que par rapport au sac d'Altamura. Le nom même de sanfédisme est source de critiques, une source le qualifiant de « mot qui a fait surgir une nouvelle forme de méchanceté ». Le sanfédisme et Ruffo deviennent synonymes de « clergé récalcitrant et contre-révolutionnaire » par opposition à ceux qui étaient plus favorables à la Révolution française. Le nom Sanfedisti est également utilisé par les soulèvements paysans bourbonistes contre la maison de Savoie pendant l'unification italienne.
Dans le Mezzogiorno, le Canto dei Sanfedisti est encore chanté par des groupes folkloriques. 
Les Sanfédistes sont considérés par certains chercheurs comme un groupe « contre-révolutionnaire », par d'autres comme un groupe « réactionnaire ».
Outre le Canto dei Sanfedisti, le sanfédisme a laissé quelque traces en Italie :
- l'église San Francesco da Paola de Naples est érigée en 1816 pour célébrer le retour définitif du roi Ferdinand Ier des Deux-Siciles ;
- le nom de « Sanfedisti » est réutilisé lors du Risorgimento pour parler des Bourbons (Bourbon-Parme comme  Bourbon-Siciles), qui ont soutenu des mouvements contre-révolutionnaire dans les Deux-Siciles ou à Parme[18].